# Karlstein (Hornberg)

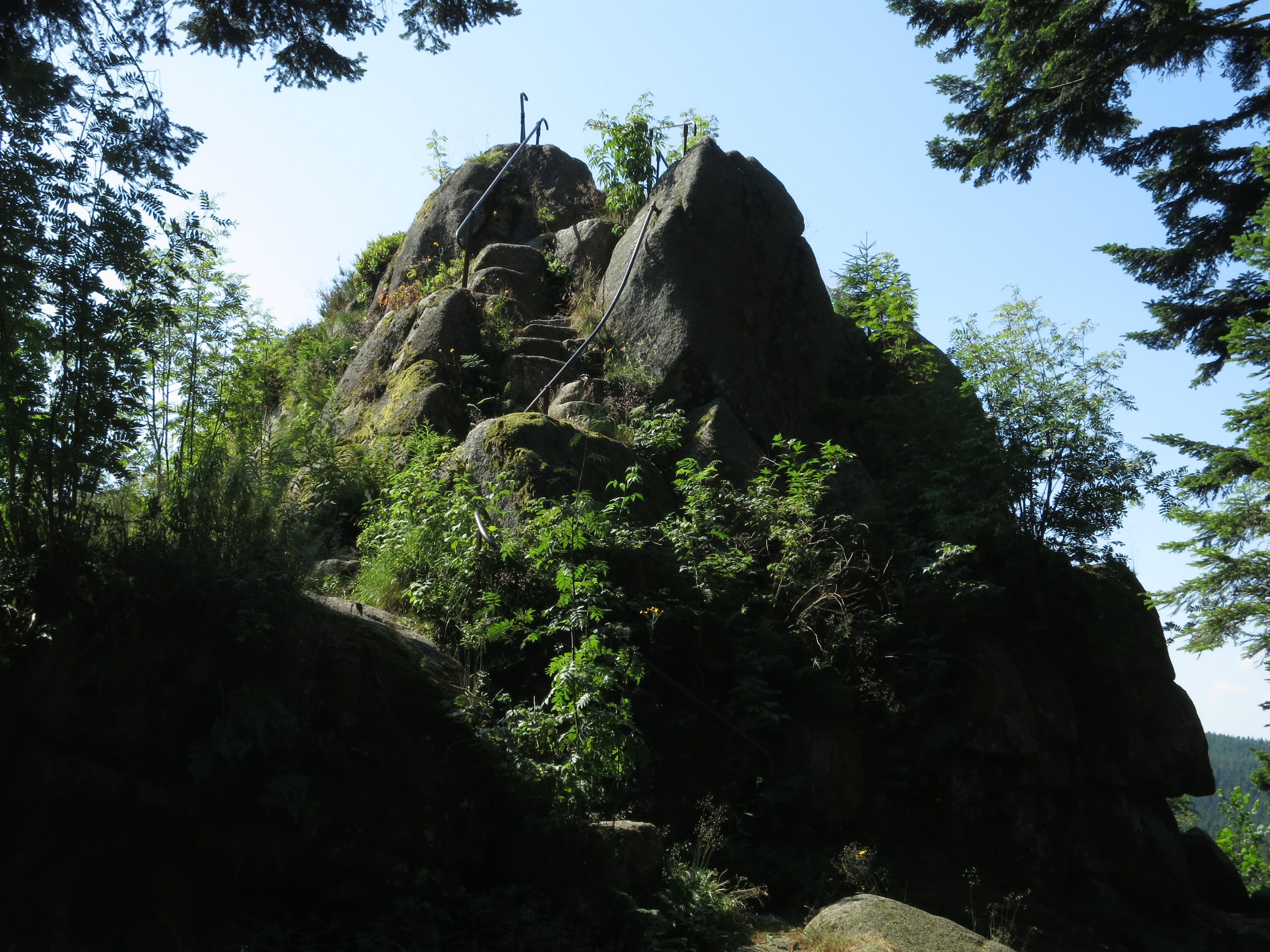
Karlstein

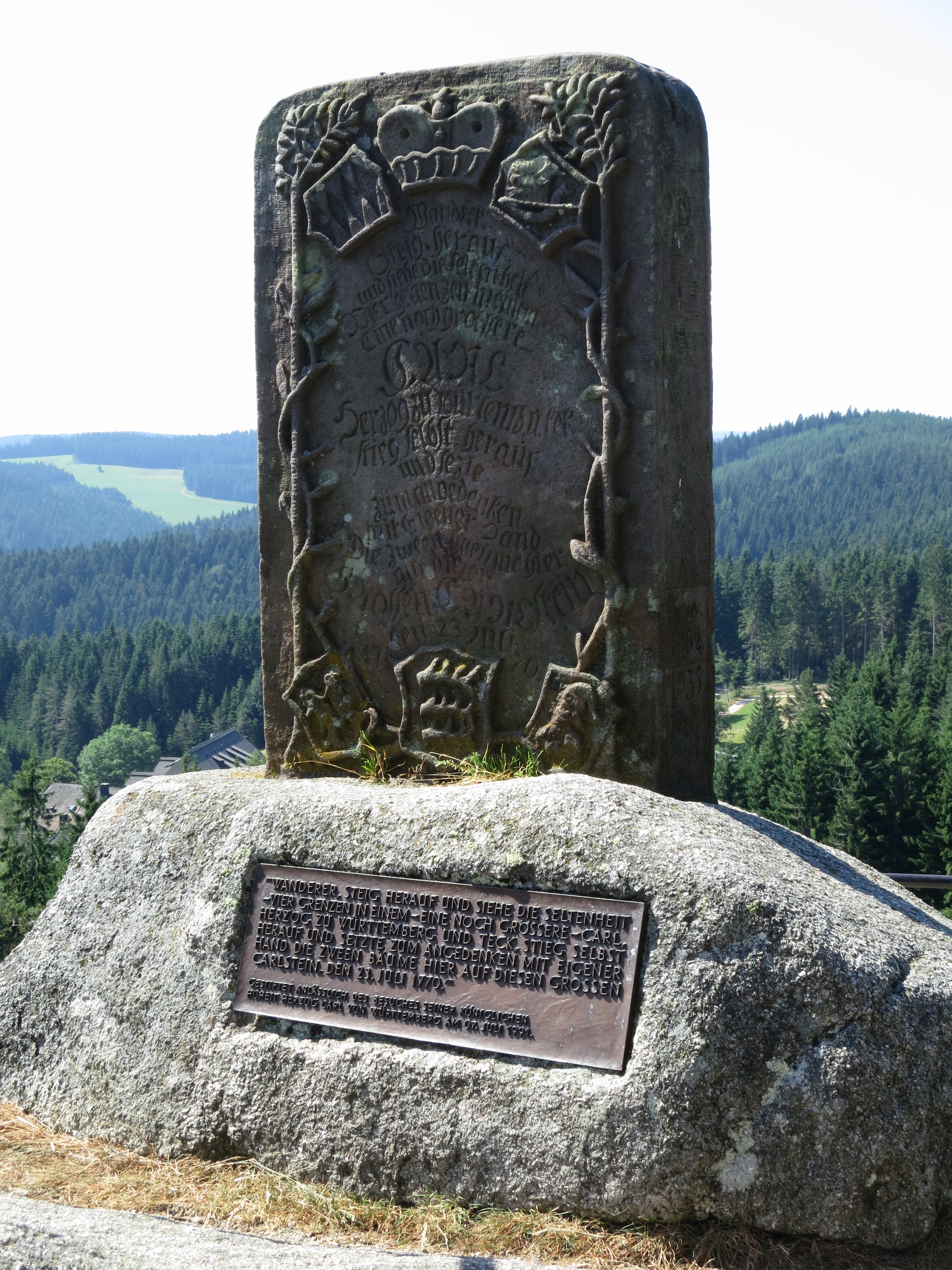
Gedenkstein anlässlich der Besteigung durch Herzog Carl von Württemberg

Der Karlstein ist eine Felsenformation und der Gipfel (968,9 m) des Bergs Hauenstein im Ortsteil Niederwasser der Gemeinde Hornberg. Er liegt im Mittleren Schwarzwald am Westweg von Pforzheim nach Basel. Er bietet eine besonders schöne Aussicht nach Osten und Süden, die Sicht nach Norden und Westen ist durch Wald verdeckt, da der westliche Bergrücken bis fast an die Höhe des Felsens reicht.
Der Felsen hieß früher wie der gesamte Berg Hauenstein. Er wurde umbenannt, nachdem Herzog Carl Eugen von Württemberg diesen Gipfel am 23. Juli 1770 bestiegen hatte. Damals war der Karlstein der höchste Berggipfel im Herzogtum Württemberg. Mit der Unterzeichnung der Rheinbundakte 1806 wurde der Schwarze Grat zum höchsten Berggipfel. Höchster Punkt Württembergs waren allerdings nicht diese Berggipfel, sondern der Dreifürstenstein unterhalb des Gipfels der Hornisgrinde.
Der Karlstein markierte bis 1805 ein Vierländereck, an dem die Territorien der Markgrafschaft Baden und  Altwürttembergs, sowie die Besitzungen des Fürstentums Fürstenberg und Vorderösterreichs aneinandertrafen. Mit dem Pressburger Frieden vom 26. Dezember 1805 fielen die österreichischen und fürstenbergischen Teile an Baden. Mit dem Grenzvertrag vom 2. Oktober 1810 zwischen dem Königreich Württemberg und dem Großherzogtum Baden kam Hornberg und somit auch der württembergische Teil des Karlsteins zu Baden. Am 7. Juli 1991 kam auch der damalige Chef des Hauses Württemberg, Carl Herzog von Württemberg, auf den Karlstein und stiftete zur Erinnerung eine Metallplatte, die den stark verwitterten Text des originalen Gedenksteins in gut lesbarer Form wiedergibt.
Der Felsen besteht aus Granitblöcken, die Wollsackverwitterung zeigen. In der Nähe kann auch Kaolinit als Verwitterungsgestein gefunden werden. Nach Osten fällt der Felsen zirka 20 Meter steil ab.
In dem Felsen sind mehrere schüsselförmige Vertiefungen zu erkennen. Funde von Steinwerkzeugen in zirka 200 Meter Entfernung lassen eine Entstehung in der Jungsteinzeit (Neolithikum), eine Kultstätte oder vielleicht auch eine Siedlung vermuten. Jedoch gehen die Meinungen dazu auseinander, da auch natürliche Erosionsprozesse die Schalen geschaffen haben könnten. Im näheren Umfeld gibt es weitere Steine mit schalenförmigen Vertiefungen.
Der Karlstein ist sowohl als Naturdenkmal als auch als Geotop geschützt.